# Cueva de los Guanches
La Cueva de los Guanches es un importante yacimiento arqueológico de la cultura guanche ubicado en el norte de la isla de Tenerife —Islas Canarias, España—.
Fue declarada Bien de Interés Cultural en 2005 por el Gobierno de Canarias con la categoría de Zona Arqueológica.

## Descripción
El entorno arqueológico protegido se encuentra en el término municipal de Icod de los Vinos, en la zona conocida como Cardonal, abarcando además de la cueva un espacio de la llanura sobre el acantilado de la playa Moreno. La cueva es un tubo volcánico abierto al poniente a unos 125 m s. n. m., que sería utilizada de manera estacional por los aborígenes de la zona. En las proximidades de la cueva también fueron descubiertos restos de construcciones a modo de cabañas con muros de piedra seca y planta circular y oval.
En el interior de la cueva se han obtenido las cronologías más antiguas del poblamiento de Canarias, con dataciones en torno al siglo vi a. C. Además, la tradición oral señala que el lugar era la morada de los menceyes o reyes guanches del bando de Icod.
En el yacimiento fue descubierto también un enterramiento individual de carácter secundario, es decir, donde no se mantiene conexión anatómica del cuerpo. En este enterramiento destaca la presencia de parte de un esqueleto que fue enterrado en un hoyo en el suelo. Esto se considera un hallazgo excepcional en Canarias por cuestión doble: por un lado debido a la circunstancia poco frecuente de una inhumación secundaria y por otro, por su carácter de enterramiento individual.
En el lugar han sido encontrados numerosos hallazgos como fragmentos de cerámica, material lítico de obsidiana y basalto, punzones de hueso, restos óseos de cabras, perros y cerdos, conchas de moluscos marinos, restos de peces y una mandíbula inferior humana.